# جيمي واتسون (كرة سلة)
جيمي واتسون (بالإنجليزية: Jamie Watson)‏ مواليد 23 فبراير 1972 في إلم سيتي، هو لاعب كرة سلة أمريكي معتزل. بدأ مسيرته الاحترافية في سنة 1994. تم اختياره من قبل فريق يوتا جاز خلال الدرافت. يبلغ طوله 6 قدم 7 بوصة (2.0 م). اعتزل اللعب في 2006.

## المسيرة الاحترافية
لعب مع يوتا جاز من سنة 1994 إلى 1997، ثم لعب مع دالاس مافيريكس في سنة 1997، ثم لعب مع منز سانا 1871 باسكت في سنة 1997، ثم لعب مع ميامي هيت في سنة 1999، ثم لعب مع بنفيكا لكرة السلة في موسم 2001–2002، ثم لعب مع نادي الرياض في موسم 2005–2006.

## روابط خارجية
- جيمي واتسون على موقع إن بي أي (الإنجليزية)
- جيمي واتسون على موقع سبورتس رفرنس (الإنجليزية)
- جيمي واتسون على موقع كرة السلة الأوروبية.كوم (الإنجليزية)
- جيمي واتسون على موقع كلية كرة السلة في سبورتس رفرنس.كوم (الإنجليزية)
- جيمي واتسون على موقع ريلجم (الإنجليزية)
- جيمي واتسون على موقع بروبوليرز (الإنجليزية)